# Gilbert Mottard
Pour les articles homonymes, voir Mottard.
Gilbert Mottard, né le 10 octobre 1926 à Hollogne-aux-Pierres et mort le 21 février 2011 à Liège, est un homme politique socialiste belge et militant wallon.

## Biographie
Gilbert Mottard naît le 10 octobre 1926 à Hollogne-aux-Pierres,. Il est issu d'une famille socialiste (son père était déjà sur les listes du POB). Il est le plus jeune bourgmestre de Belgique, en devenant l'ultime bourgmestre de Hollogne-aux-Pierres (1953-1970), puis bourgmestre de la commune fusionnée de Grâce-Hollogne. D'abord vice-président du Mouvement populaire wallon de la localité, il devient président de son bureau d'arrondissement (Liège) du MPW.
Député de 1968 à 1971, il est à la Chambre au moment de la grande réforme institutionnelle de l'État belge. Il est ensuite le Gouverneur de la Province de Liège, de 1971 à 1990, puis le ministre des Pensions, de 1990 à 1992, dans les Martens VIII et Martens IX).
L'Encyclopédie du Mouvement wallon lui consacre une notice de quelque importance (Tome II, p. 1124).
Il meurt le 21 février 2011 à Liège, à l'âge de 84 ans,.
Son fils Maurice Mottard est l'actuel bourgmestre de Grâce-Hollogne.

## Publications
- Hollogne-aux-Pierres au XXe siècle, Édité par P.A.C., Grâce-Hollogne, 1988
- Ministre En Fin, Éditions du Perron, Alleur, 1992  (ISBN 2-87114-077-4)
- Je n'étais pas Fait Pour Cela - 50 ans de Vie Politique à Liège et Ailleurs, 1997